# Droude
Droude – rzeka we Francji, przepływająca przez teren departamentu Gard, o długości 22,6 km. Stanowi lewy dopływ rzeki Gard.